# 小室孝太郎
小室 孝太郎（こむろ こうたろう、1943年10月 - 2017年）は、日本の漫画家。本名は小室 保孝（こむろ やすたか）。宮城県出身。代表作は『ワースト』。

## 略歴
19歳から手塚治虫の門弟として修業し、1968年に独立する。『週刊少年ジャンプ』1968年10号で時代劇ものの読切『天兵一番勝負』を「小室保孝」名義で掲載後、翌1969年5月から7月にかけて、『週刊少年ジャンプ』にて『トワイライトゾーン』で連載デビュー。同誌では1970年11号から1971年34号まで『ワースト』を連載する。SF漫画の草分けとして、またテーマの斬新さと手塚直伝の独特なキャラクターにより、好事家の間では今日でも評価されている。
その後、1971年45号から1972年7号まで『闇の戦士』、1972年18号から同年38号まで『ミステリオス』を連載する。
1973年、『週刊少年ジャンプ』8号より『アウターレック』の連載を開始するが、27号で終了。アンケート結果は常に上位にあったものの、アンケート結果が不安定だったもう1つのSF漫画『マジンガーZ』がアニメ化が決まったことで、『SF漫画は2つもいらない』という編集部の判断があった」、そして「事実上の打ち切り予定だった『侍ジャイアンツ』が原作者の梶原一騎の力でアニメ化したためにメジャー化し、その代わりに打ち切られた」と2つの理由を語っている。この対応に関して編集と激しく争ったため、小室は他誌での連載を試みたが、知らない間に交わされた専属契約制度のせいで、しばらくの間ほとんど作家として活動できない状況に陥った。こうした経緯により、小室はジャンプ専属契約制度の犠牲者とされている。一方、当時の副編集長であった西村繁男からは「手塚治虫の直系の弟子で、作風は高いレベルで完成されていたが、それ以上にはならなかった」と評されていた。
1978年、密教を題材としたオカルトアクション作品『命〈MIKOTO〉』で『週刊少年ジャンプ』に復帰したが、同門の寺沢武一『コブラ』とSF枠を争う格好になり、わずか11週で打ち切りとなった。しかし、単行本出版後には大きな反響を呼んだ。その後は古巣である手塚プロダクションで「24時間テレビ」のアニメスペシャルなど、アニメ制作に携わりつつ、歴史漫画や宗教漫画などに活動の場を移した。一方で、『つっぱりアナーキー王』のインタビューではSF作品に対する未練も述べていた。
2010年7月19日、自作の韓国語版が出版されたことを記念し、ソウル市内で開かれた式典に出席した。2017年没。

## 作品一覧
- 天兵一番勝負
- トワイライトゾーン
- マジックゼロ
- ワースト
- 闇の戦士
- ミステリオス
- アウターレック
- 猿の軍団 （小学館「小学四年生」1975年1月号 - 3月号）
- パトロールQ （小学館「小学四年生」1975年4月号 - 1977年3月号、協力: 南山宏）
- 命〈MIKOTO〉
- ダーティ騎士（潮出版社「少年ワールド」1978年6月号）
- マッドネス（サンポウジャーナル「コスモコミック」1978年9月20日号 - 12月20日号） - 創刊号から休刊号まで。ただし、10月20日号には未掲載のため、全6話。
- 弘法大師 空海 （上・下、柏村出版、1984年5月・9月）
  - 空海 劇画弘法大師 （高知新聞社、1987年5月）
- 出雲神話マンガシリーズ スサノオ （山陰中央新報社、1985年3月、構成: 酒井薫美、ISBN 4-87903-003-1）
  - マンガで親しむ出雲神話 1 スサノオ 第2版 （山陰中央新報社、2011年12月、ISBN 978-4879031600）
- 出雲神話マンガシリーズ オオクニヌシ 青雲編 （山陰中央新報社、1985年7月、構成: 酒井薫美、ISBN 4-87903-006-6）
  - マンガで親しむ出雲神話 2 オオクニヌシ 青雲編 第2版 （山陰中央新報社、2012年3月、ISBN 978-4879031631）
- 出雲神話マンガシリーズ オオクニヌシ 建国編 （山陰中央新報社、1986年7月、構成: 酒井薫美）
  - マンガで親しむ出雲神話 3 オオクニヌシ 建国編 第2版 （山陰中央新報社、2012年3月、ISBN 978-4879031648）
- 淡路島七福神伝説 （八浄寺教化センター、1988年1月）
- 出雲伝説弁慶 （1993年10月、平田商工会議所青年部）
- 中公コミックス 中国の歴史7 シルクロードの旅 -三蔵法師と「大唐西域記」- （中央公論社、1986年11月、シナリオ: 武上純希、ISBN 4-12402-564-5）
- 劉備 - 三国志英雄伝 （創美社、1994年7月、脚本: 三上修平、ISBN 978-4420220118）
  - 三国志英雄伝 壱 劉備 （嶋中書店、2004年8月、ISBN 978-4861560101）
- 諸葛孔明 - 三国志英雄伝 （創美社、1994年7月、脚本: 三上修平、ISBN 978-4420220019）
  - 三国志英雄伝 弐 諸葛孔明 （嶋中書店、2004年9月、ISBN 978-4861560163）
- 曹操 - 三国志英雄伝 （創美社、1995年8月、脚本: 三上修平、ISBN 978-4420220224）
  - 三国志英雄伝 参 曹操 （嶋中書店、2004年10月、ISBN 978-4861560231）
- 漫画・治水の英雄伝 周藤彌兵衛 （人間自然科学研究所、1995年2月）
- 漫画・治水の英雄伝 清原太兵衛 （人間自然科学研究所、1997年3月）
- はすみ物語 （理想都はすみ振興会）

## 師匠
- 手塚治虫